# گورو (کومونه)
گورو (به ایتالیایی: Gurro) یک کومونه در ایتالیا است که در استان وربانو-کوزیو-اوسولا واقع شده‌است. گورو ۱۳٫۲ کیلومتر مربع مساحت و ۲۸۸ نفر جمعیت دارد.